# 黒乙女-シュヴァルツ・メイデン-
『黒乙女-シュヴァルツ・メイデン-』（くろおとめ-シュヴァルツ・メイデン-）は、玖野暮弥による日本のライトノベル。イラストは上田キクが担当。富士見ファンタジア文庫（富士見書房）より2008年6月に刊行された。

## ストーリー
「黒き森」で暮らし、迷信的な事件を解決することを生業とする少女シェルーナ。そんなある日、彼女のもとに名家の娘マリーがとある依頼を持ちこんでくる。

## 登場人物
シェルーナ
「黒き森」で暮らす少女。「黒き森の魔女」と呼ばれる。無表情で毒舌。人間に対し嫌悪感を持っている。
マリー・ロシェル
魔術師の名家ロシェルの娘。高飛車な態度で、派手な装飾や服装を好む。
ルビアス
シェルーナの保護者の青年で、シェルーナの育ての親。
ファントム
シェルーナの執事。常に布袋を頭から被っている。
ハリト
シェルーナの知り合いの情報屋。いつも不機嫌な態度をとっている。本業は物書き。

## 既刊一覧
玖野暮弥（著）・上田キク（イラスト）、富士見書房〈富士見ファンタジア文庫〉、全1巻
- 『黒乙女-シュヴァルツ・メイデン- 黒き森の契約者』、2008年6月25日初版発行（6月20日発売[1]）、ISBN 978-4-8291-3305-7